# Ehrenfried Günther von Hünefeld
Ehrenfried Günther baron von Hünefeld (° 1er mai 1892 à Königsberg; † 5 février 1929) était un pionnier de l'aviation allemand et l'initiateur du premier vol transatlantique (nord) dans le sens est-ouest en 1928.
Aveugle de l'œil gauche et obligé de porter un monocle à l'œil droit, ce jeune noble de Prusse-Orientale avait une santé très fragile et sa scolarité en avait fortement souffert (il rattrapa ses lacunes plus tard et fréquenta l'université de Berlin).
Dès sa scolarité, il assistait aux évolutions des premiers avions près de l'aéroport de Berlin - Johannisthal où de nombreux pionniers de la première heure avaient leurs ateliers et où il reçut ses premiers rudiments de pilotage. À la déclaration de la Première Guerre mondiale, il se porta volontaire pour combattre comme aviateur mais fut réformé en raison de sa mauvaise condition physique. Il existait cependant un régiment de conducteurs volontaires qui acceptait quiconque venait avec son propre véhicule. Il « emprunta » aussitôt une moto (sa famille la remboursa à la personne lésée…) et servit comme agent de transmission sur le front occidental.

## La guerre
Il fut grièvement blessé lors de sa première mission en Flandres en septembre 1914. Des blessures par éclats d’obus aux deux jambes l’immobilisèrent pour presque un an et l'une de ses jambes en fut raccourcie de plusieurs centimètres. Peu après, il se fit opérer pour faire raccourcir la cuisse de l'autre jambe pour pouvoir remarcher convenablement et avec le segment de fémur prélevé, il se fit faire un pommeau pour sa canne.
Une carrière militaire était devenue impossible du fait de son handicap. Il posa alors sa candidature pour un poste auprès du ministère des Affaires étrangères. Comme il était très ami avec le fils aîné de l’empereur Guillaume II, il fut tout de suite admis. Après quelques missions qui le menèrent à Sofia et à Constantinople, il devint vice-consul de l’Empereur en Hollande.

## La vie civile
Après la capitulation et la destitution de l’Empereur, il se détourna de la politique et se consacra de nouveau à l’aviation pour faire de sa passion un métier pour servir son pays en patriote, si possible en occupant une position élevée dans l’économie.
Incapable de piloter, un poste au service des relations publiques de l’armateur Norddeutscher Lloyd (NDL) fut pour lui une tâche rêvée. Au début des années 1920, l’industrie aéronautique allemande souffrait des restrictions du Traité de Versailles. Cependant, de nombreuses sociétés ou associations industrielles avec des entreprises domiciliées en Suisse, en Italie ou en Amérique du Sud travaillaient à la mise en place de lignes régulières et au développement d’avions plus puissants comme Dornier avec son Dornier Do X.
À ce poste, Hünefeld avait des contacts avec de nombreux ingénieurs et décideurs de la branche. Il avait surtout une vision de l'extension possible des distances franchissables des avions et suivait de près les développements techniques. Le public se passionnait alors pour les records que battaient des pilotes intrépides. L’Atlantique Nord avait déjà été franchi plusieurs fois d’ouest en est, donc en allant de l’Amérique vers Europe (voir le vol de l’hydravion Curtiss NC ou celui de Charles Lindbergh en 1927). Dans le sens inverse par contre, cela fut considéré pendant longtemps comme impossible en raison des vents contraires dominants. Hünefeld pensait, lui, que c’était possible.

## La traversée de l’Atlantique

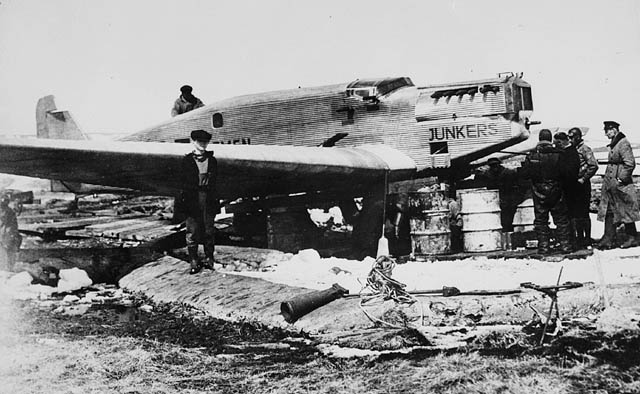
Le Junkers Bremen sur l'île Greenly, en avril 1928, après son atterrissage forcé sur cette île à la frontière du Québec et du Labrador, au terme de la première traversée de l'Atlantique d'est en ouest. Le baron von Hünefeld pose dans un groupe à droite, en compagnie d'un pionnier de l'aviation de brousse canadienne, Roméo Vachon, venu à sa rescousse.

Hünefeld acheta en 1927 deux Junkers W 33 et engagea deux pilotes ayant franchi des records d’endurance, Johann Risticz et Fritz Loose (de), pour procéder à des essais et poursuivre le développement de ces appareils. Les appareils furent baptisés du nom des paquebots à vapeur Bremen et Europa de la compagnie NDL. Les avions subirent les modifications requises pour pouvoir effectuer un vol au-dessus de l’Atlantique. La première tentative en 1927 dut être interrompue et les deux avions revinrent à leur point de départ en raison de la météo défavorable.
La santé de Hünefeld se dégradait cependant rapidement. En 1926, on lui avait déjà enlevé la moitié de l’estomac et il savait qu’il ne vivrait plus très longtemps. Il reçut l’aide de Hugo Junkers et de Hermann Köhl. Köhl était un ancien pilote expérimenté de la Première Guerre mondiale qui dirigeait le service des vols de nuit de la Luft Hansa (l’ancêtre de la compagnie Lufthansa actuelle). En tant que spécialiste du vol aux instruments et de la navigation, le survol de l’Atlantique sans références visuelles l’intéressait particulièrement, le pilote ne pouvant se fier qu’aux indications de son gyrocompas.
Les tentatives pour battre des records étant dangereuses par nature, les compagnies Luft Hansa et NDL ne soutenaient pas ces projets : Hünefeld dut financer de sa poche une autre tentative et garder secrète sa préparation vis-à-vis de son employeur NDL. De plus il voulait participer au vol. Köhl s’était proposé pour piloter l’avion ; pour cette raison, la Luft Hansa le licencia lorsqu’il se rendit en Irlande d’où devait partir l’équipée.
À Baldonnel en Irlande, Hünefeld et Köhl trouvèrent en la personne du commandant James C. Fitzmaurice (en) un copilote enthousiaste. Leur avion, le Junkers W 33 Bremen décolla le 12 avril 1928 de Baldonnel et atterrit le 13 avril 1928 sur l'île Greenly, une île supportant un phare à la frontière du Québec et du Labrador (Canada). Ils n’avaient certes pas atteint leur objectif originel, New York (il leur manquait encore plusieurs centaines de kilomètres) mais l’Atlantique Nord avait été franchi pour la première fois dans le sens est-ouest par un avion. Ce dernier avait été endommagé à l'atterrissage et ils furent recueillis par une autre appareil venu les chercher.
Les pilotes furent accueillis en héros et fêtés pendant des semaines aux États-Unis, au Canada et en Allemagne. Hermann Köhl fut réintégré dans la Luft Hansa qui baptisa en mai 1928 son plus gros et tout nouvel avion de son nom.

## Autres réalisations et postérité
Ehrenfried Günther von Hünefeld entreprit en septembre 1928 un autre périple qui le mena en Extrême-Orient. Il succomba cependant du cancer le 5 février 1929 à l’âge de 37 ans. La ville de Brême a baptisé une rue en son honneur et la Poste allemande a émis un timbre en 2003 ainsi qu’un livre relatant les exploits des pilotes.
Hünefeld était aussi écrivain. On lui doit une pièce de théâtre Die Furcht vor dem Glück (La Crainte du bonheur) produite en 1928 à Dresde.

## Pour approfondir